# Cavalerie numide
Les cavaliers numides forment des troupes de cavaleries légères issues de Numidie en Afrique du Nord-Ouest et qui se démarquent notamment lors des guerres puniques. Ils sont souvent employés comme troupes auxiliaires dans les armées carthaginoises ou romaines et sont notamment considérés comme une des cavaleries légères les plus efficaces de l'antiquité méditerranéenne.

## Description
Ils apprennent très jeunes à monter à cheval et passent le plus clair de leur adolescence à dos de cheval. Le lien créé avec leur monture est tellement fort que des auteurs remarquent que les chevaux suivaient leur maître comme des chiens.
Pauvrement armés et ne portant aucune armure, ces cavaliers ont tout de même su s'imposer sur la scène des guerres puniques en devenant un atout indispensable aux entreprises militaires de Carthage en dehors de l'Afrique. Ils sont principalement équipés de javelots et de petits boucliers ronds avec un umbo circulaire en saillie similaires aux caetra des Ibères, qu'ils recouvrent généralement de cuir. La présence de coutelas est aussi signalée par Strabon.
Strabon les décrit comme étant à demi-nus, à l'exception d'une peau de léopard, qu'ils pouvaient enrouler autour de leur bras gauche pour servir de bouclier.
Ils sont de même réputés pour ne pas utiliser de selle et de mors mais utilisent seulement une baguette ou un collier fait de fibres végétales ou de crin pour diriger leur cheval. Néanmoins, les auteurs romains soulignent leur agilité et leur rapidité. Le cheval numide, de petite taille mais très endurant, est l'ancêtre du barbe actuel et était hautement prisé par les Romains,.
Bien que souvent encensés et reconnus pour leur efficacité, les cavaliers numides ont aussi été affublés de toutes sortes de stéréotypes négatifs. En effet, Tite-Live les décrit comme étant indisciplinés, colériques, inconstants et plus violents que tous les autres barbares. Il qualifie aussi ces cavaliers et leurs chevaux de petits et maigres. Claude Élien leur reproche de ne pas prendre soin de leur monture et enfin Polybe souligne que leur plus grande réalisation est leur capacité à se préserver car ils avaient pour habitude d'après lui, de fuir pendant trois jours après une défaite,.

### Iconographie
Deux figurines de terre cuite retrouvées à Canosa en Italie, représentent des cavaliers numides dont l'un est blessé par une flèche. Il s'agit de décorations appartenant à un grand vase funéraire. Le cavalier blessé est représenté avec un petit bouclier rond montant à cru et sans mors mais aussi avec une épée à la ceinture, une courte tunique et des chaussures hautes. Les deux cavaliers sont représentés avec une barbe pointue et des cheveux épais et bouclés à l'instar des portraits plus tardifs des monarques numides sur leurs monnaies. Bien qu'aujourd'hui la couleur originale ait disparu, elle est décrite pour l'une des figurines par G. Minervini de la manière suivante : barbe et cheveux noirs, lèvres rouges, la tunique est rouge avec des franges blanches, la bande du bouclier est rouge. M. Rostovtzeff a proposé comme datation la fin du IIIe siècle av. J.-C. et elle sera aussi accepté par H. G. Horn mais une étude par A. Jr. Oliver à démontré que la date de fabrication de ces figurines doit être remontée jusqu'à la fin du IVe siècle ou au début du IIIe siècle av. J.-C.Elles s'inscrivent donc non pas dans le contexte des guerres puniques mais plutôt dans ceux opposant grecs et carthaginois ; ce qui en fait le plus ancien témoignage de cavaliers numides en Italie.

### Tactique
Leur tactique la plus courante consiste à charger l'ennemi puis à feindre la fuite pour le prendre ensuite à revers,. Cette tactique s'avère très efficace au point que Tite-Live estime que la cavalerie numide est l'ennemi que redoutent le plus les Romains et forme de loin la première race de cavaliers en Afrique. Tite-Live rapporte également qu'ils s'accompagnaient toujours d'un second cheval et qu'ils sautaient du cheval fatigué à celui qui était frais, très souvent au moment le plus acharné de l'échauffourée.
Ils sont aussi experts en manœuvre d'encerclement dont notamment l'une est caractéristique qui porte le nom de cercle cantabrique : elle consiste à harceler l'ennemi en lui lançant des traits (javelots ou flèches) tout en formant un cercle rotatif autour de celui-ci. Une autre de leurs coutumes guerrières caractéristiques était l'excision au couteau des tendons des cuisses, mollets ou jarrets de l'ennemi lors de la poursuite.

## Historique

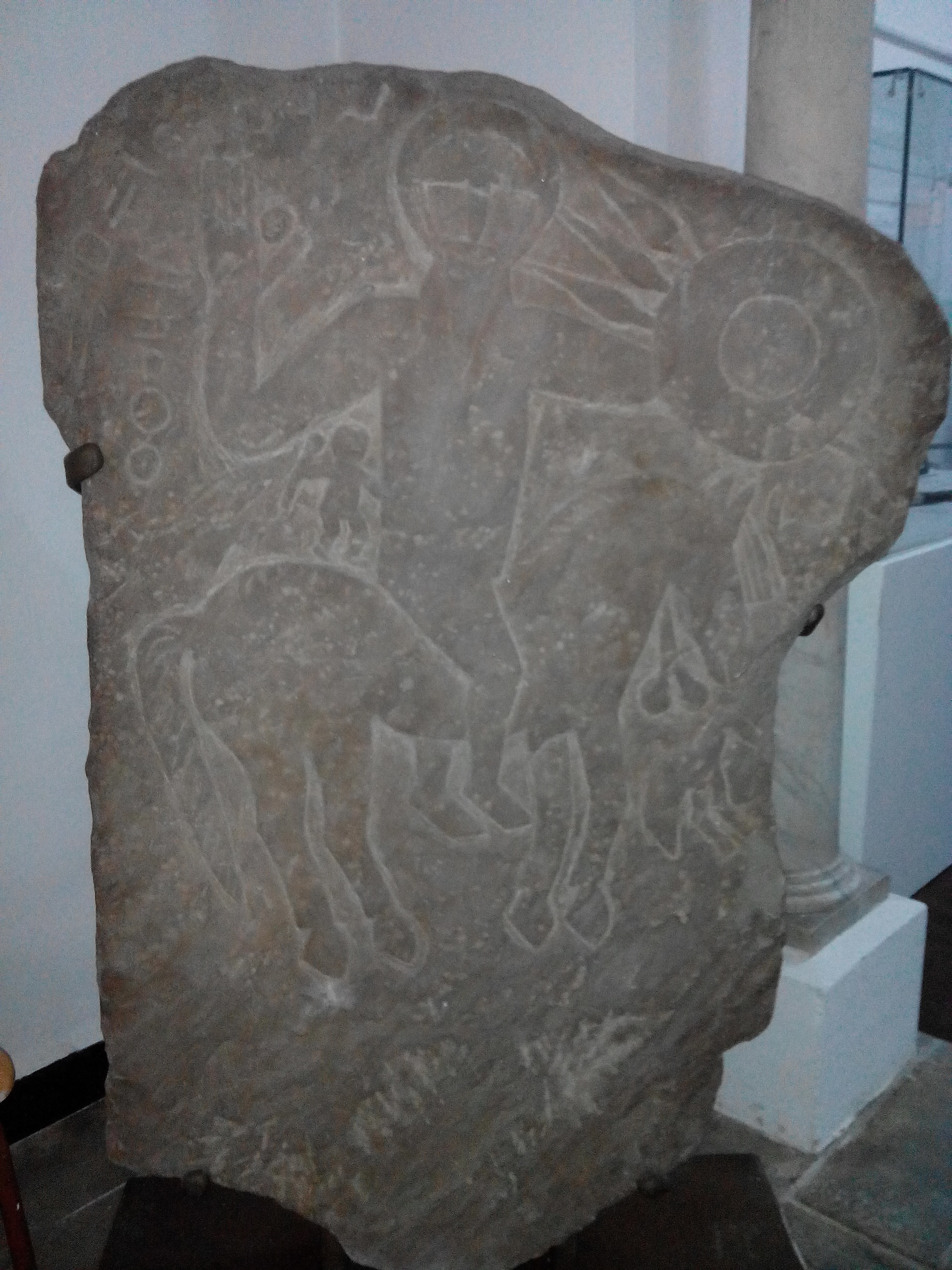
Stèle représentant Le cavalier d'Abizar, armé d'un bouclier et d'un javelot (période libyque entre (et) découverte à Tizi Ouzou en 1858, conservée au musée national des antiquités et des arts islamiques à Alger.

La première mention de la cavalerie numide nous est faite par Polybe lors de la première guerre punique en Sicile à propos du général carthaginois nommé Hannon, il indique : « Hannon, voyant les Romains affaiblis, épuisés par la famine et par les maladies qu'engendrait une atmosphère empestée, […] prit avec lui, outre cinquante éléphants, son armée entière, et se dépêcha de sortir d'Héraclée. Il donna ordre aux cavaliers numides de pousser en avant, d'approcher le plus possible du retranchement des ennemis, de chercher à exciter par leurs provocations la cavalerie romaine, puis de battre en retraite jusqu'à ce qu'ils l'eussent rejoint ». C'est la première mention que nous ayons de l'utilisation des cavaliers numides par Carthage et également de leurs tactiques dans les batailles.
Les cavaliers numides sont présents dans tous les affrontements importants des guerres puniques jusqu'à la défaite finale de Carthage, à partir du pacte passé entre Hamilcar Barca et Naravas à l'époque de la guerre des Mercenaires. Ils sont utilisés massivement par Hannibal, qui parvint à en aligner plus de 4 000 à Cannes. On en retrouve un nombre important parmi les renforts envoyés à Asdrubal Barca en Espagne pour contenir l'offensive romaine :

« Il lui donna en renfort des troupes surtout africaines : onze mille huit cent cinquante fantassins africains, trois cents Ligures et cinq cents Baléares. À cette infanterie auxiliaire, il ajouta des cavaliers libyphéniciens (des Puniques métissés d'Africains), au nombre de quatre cent cinquante, des Numides et des Maures localisés près de l'Océan, mille huit cents environ, et un faible contingent d'Ilergètes d'Espagne, trois cents cavaliers »

— Tite-Live
En 211 av. J.-C., des cavaliers numides ayant fait défection participent à la défense de Rome menacée par un raid d'Hannibal qui cherche à faire pression sur les Romains pour qu'ils lèvent le siège de Capoue :

« Le combat s'étant engagé, les consuls ordonnèrent aux  transfuges numides qui se trouvaient alors sur l'Aventin au nombre de mille deux cents, de traverser les Esquilies en passant par le centre de la ville ; aucune troupe, selon eux, ne serait mieux à même de combattre entre les ravins, le couvert des jardins, les tombes et le lacis des ruelles »

— Tite-Live.
Leur rôle a aussi été décisif dans la défaite carthaginoise à Zama en 202. En effet, Tite-Live souligne bien l'efficacité de ces cavaliers qui parviennent à  enfoncer l'aile gauche des troupes puniques, formée de Numides et commandée par Vermina, fils de Syphax. Et ce sont encore eux qui, avec Laelius et ses troupes, s'élancent à la poursuite des fuyards et, opérant un brusque retournement, se jettent sur les arrières des forces carthaginoises. Durant cette bataille, les cavaliers de Massinissa vont aussi s'illustrer par leur efficace harcèlement des éléphants d'Hannibal, leurs chevaux étant habitués à voir et sentir les éléphants, contrairement à ceux des cavaliers romains.
Après la deuxième guerre punique, Massinissa répondra fidèlement aux sollicitations du sénat romain et enverra régulièrement des contingents alliés de cavaliers numides et du blé aux troupes romaines notamment au cours des conflits en Ligurie, en Espagne et surtout en Grèce. En effet, dès 200 et à l'occasion du conflit contre Philippe V de Macédoine, Massinissa envoya mille cavaliers et deux cent mille mesures de blé et d'orge aux forces romaines. De même, en 198, il leur envoya deux cents cavaliers, dix éléphants et deux cent mille mesures de blé et d'orge. En 193, huit cents cavaliers numides soutiennent les forces romaines contre les Ligures. En 171 av. J.-C., lors la troisième guerre de Macédoine, Misagène, fils du roi Massinissa, commande une troupe de mille cavaliers et un nombre égal de fantassins au service de Rome. Ils contribuent dès leur arrivée à une contre-attaque permettant de sauver des légionnaires  tombés, au cours d'une mission de ravitaillement, dans une embuscade dressée par les troupes de Persée et encerclés sur une colline près de Phalanna. En Espagne, trois cents cavaliers numides et dix éléphants sont envoyés à Nobilior en 153 lors des opérations contre Numance. Son successeur, Micipsa, envoie vers la région d'Itucca trois cents cavaliers à Quintus Maximus Servilianus pour le soutenir dans sa lutte contre Viriate et en 134 il envoie son gendre Jugurtha à la tête d'un contingent numide dans la lutte contre Numance.
Après la troisième guerre punique et la destruction de Carthage, les Romains utilisent ces habiles cavaliers dans leurs propres rangs, notamment comme auxiliaires. Au cours du Premier triumvirat, Jules César utilise encore des cavaliers numides lors de la conquête de la Gaule,.